# Parque Batlle

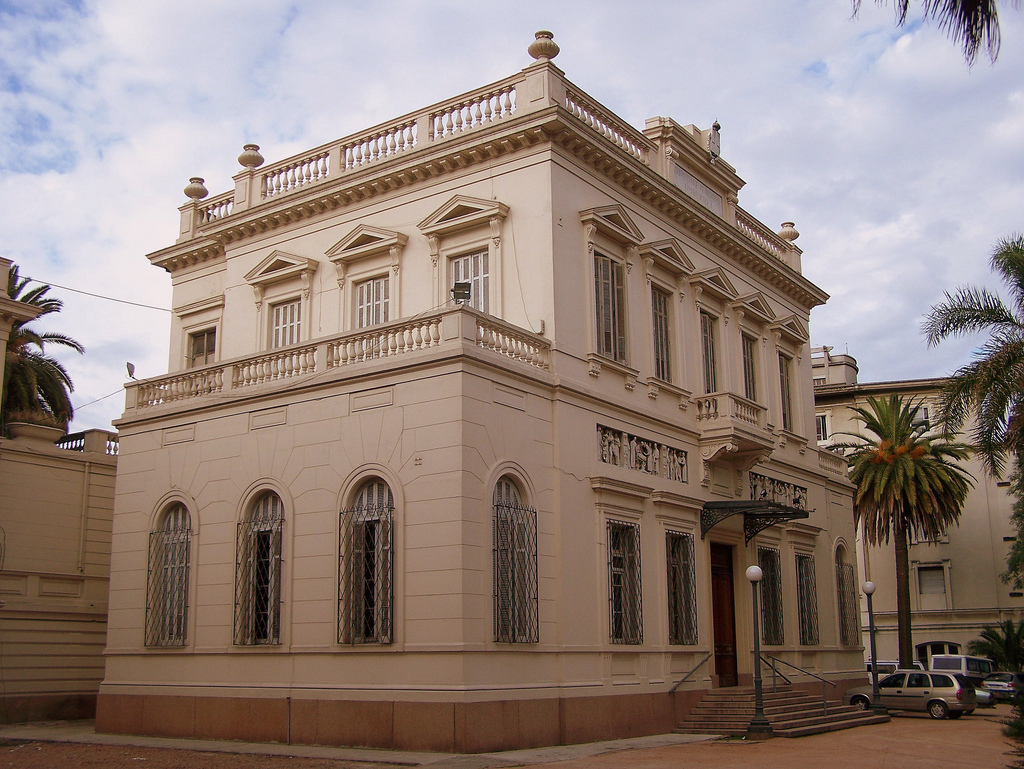
L'hospital italià de Montevideo.

El Parque Batlle-Villa Dolores, abans conegut com a Parque de los Aliados, és un barri de la ciutat de Montevideo, Uruguai. Porta el seu nom pel parc José Batlle y Ordóñez. En aquest parc es troben l'Estadio Centenario, la pista d'atletisme, el Velòdrom Municipal, l'hospital italià, i dos estadis de futbol més petits. Prop a l'Estadio Centenario es troba el monument "La Carreta", obra de José Belloni.
El barri s'estén al sud de l'Avenida Italia i al nord de les avingudes Rivera i Cataluña. Limita amb els barris de La Blanqueada, Tres Cruces, Pocitos i Buceo. Sobre l'Avenida Rivera es troba el Parc Zoològic Dolores Pereira de Rosell, conegut com a "Villa Dolores", nom que se li donava al principi al barri del seu entorn. Després va quedar en desús i s'utilitza "Parque Batlle" per a nomenar al conjunt del que abans eren quatre barris: Belgrano, Barrio Italiano, Villa Dolores i Parque Batlle, pròpiament dit.